# Itame ferruginaria
Itame ferruginaria là một loài bướm đêm trong họ Geometridae.